# Ружица Симоновић
Ружица Симоновић (Косовска Митровица, 25. јул 1965 — Ниш, 6. новембар 2024) била је српска телевизијска водитељка, новинарка и уредница.

## Биографија
Рођена је 1965. у Косовској Митровици, завршила је вишу педагошку школу. Новинарску каријеру започела је 2000. године у ОК радију из Врања, као новинар и водитељ, а затим и као уредник.
Преселила се у Ниш 2009. године и наставила каријеру на КЦН Коперникус, где је била водитељ и аутор емисије Призма, на којој је радила од 2006. до 2021. године. Била је дописник Прве српске телевизије.
Преминула је после дуге и тешке болести, а сахрањена је у Нишу.